# Handball Grauholz
Handball Grauholz ist ein Schweizer Handballverein in Zollikofen im Kanton Bern. Benannt ist der Verein nach dem bewaldeten Hügelzug Grauholz in der Nähe von Bern. Zurzeit (2024) spielt die Männermannschaft in einer Spielgemeinschaft mit dem TV Jegenstorf und Handball Emmen in der 3. Liga (SG Jegi-Emme-Grauholz).

## Geschichte
Der Verein wurde am 2. März 2001 aus den drei Vereinen TV Zollikofen, HBC Moosseedorf und HGTV Münchenbuchsee gegründet. Er verfügt über 5 Teams (Männer, Mixed U15, Mixed U13, Mixed U11 und Oldies Ü30) und hat 97 Mitglieder (wovon 15 Aktivmitglieder, 40 Juniorinnen / Junioren, 22 Ehrenmitglieder, 15 Polysportivmitglieder und 5 Passivmitglieder).

## Erfolge
Zweimal (2005 für zwei Saisons und 2008 für fünf Saisons, die letzte in der Spielgemeinschaft mit dem TV Solothurn) schaffte die 1. Mannschaft den Aufstieg in die Nationalliga B. In der Saison 2004/05 stiess sie sogar in den 1/8-Final des Schweizer Cups vor.

## Ehemalige Spieler in der NLA
|                       |                                    |
| Roman Caspar          | Wacker Thun                        |
| Manuel Reber          | BSV Bern Muri (früher Wacker Thun) |
| Alexander Milovanovic | RTV 1879 Basel                     |
| Philipp Burri         | Wacker Thun                        |
| Tobias Stalder        | RTV 1879 Basel                     |